# Minigun
La Minigun  és una metralladora multicanó amb una elevada cadència de foc (milers de bales per minut), que empra el sistema Gatling de canons rotatius accionat per un motor elèctric alimentat des d'una font d'energia externa.
En la cultura popular, el terme "Minigun" es refereix a qualsevol metralladora Gatling accionada externament, encara que també és emprat per a armes amb la mateixa configuració i cadència de foc sense importar el calibre o la manera d'accionament.
Específicament, la Minigun és una arma originalment produïda per General Electric. El "Mini" del seu nom servia per a distingir-la d'altres models amb el mateix mecanisme de tret, però que utilitzaven cartutxos de 20 mm o majors, com el canó automàtic rotatiu M61 Vulcan.

## Història

### 1890: Metralladora Gatling accionada per un motor elèctric
L'avantpassat de la moderna Minigun va ser creat el 1860.
Richard J. Gatling reemplaçar el mecanisme manual d'una de les seves metralladores per un motor elèctric, un invent relativament nou per aquell temps. Fins i tot després que Gatling va reduir la velocitat del mecanisme, la nova metralladora Gatling accionada elèctricament tenia una cadència teòrica de 3000 bales per minut, tot just tres vegades la cadència de foc d'una metralladora moderna d'un sol canó.
El disseny accionat elèctricament de Gatling rebre el número de patent Nord-americana 502,185 el 25 de juliol de 1893. Malgrat les millores de Gatling, la seva metralladora va caure en desús després de l'aparició de metralladores accionades per retrocés i/o gasos del tret, més lleugeres i barates.

### 1960: Laguerra del Vietnam

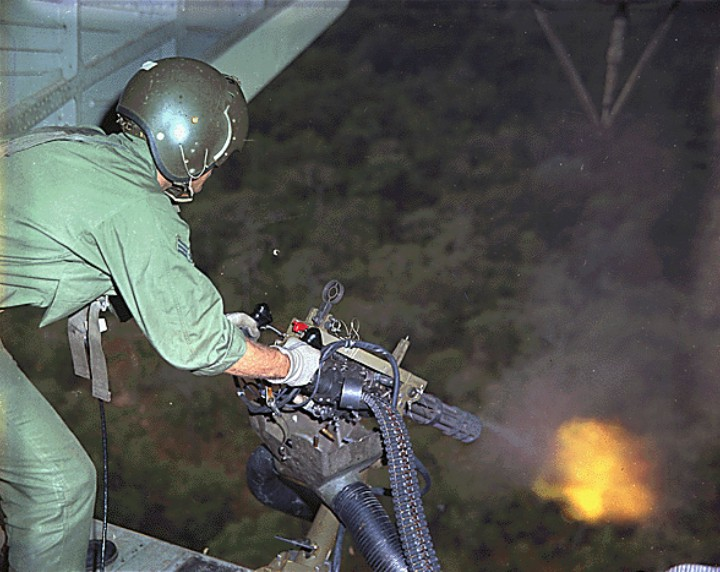
Un militar de la Força Aèria dels Estats Units disparant una Minigun a la Guerra del Vietnam, 1968.

Durant els anys 60, els militars nord-americans van començar a buscar variants modernes d'armes multi-canó tipus Gatling accionades elèctricament per emprar-les en la guerra del Vietnam.
Com les forces armades nord-americanes feien servir al Vietnam helicòpters com el principal mitjà de transport per portar soldats i pertrets a través de la densa selva, van descobrir que la seva falta de blindatge els feia molt vulnerables als atacs amb armes lleugeres i coets RPG quan reduïen la velocitat per aterrar. Encara que els helicòpters anaven armats amb metralladores d'un sol canó, l'ús d'aquestes per a repelir atacants amagats a la densa selva moltes vegades resultava en el sobreescalfament del canó o el bloqueig de l'arma.
Per desenvolupar una arma més fiable i amb una major cadència de foc, els dissenyadors de la General Electric van reduir l'escala del canó automàtic rotatiu de 20 mm M61 Vulcan i el recalibrat per disparar cartutxos de calibre 7,62 × 51 mm OTAN. L'arma resultant, anomenada XM134 i coneguda popularment com a Minigun, podia disparar més de 4000 bales per minut sense sobreescalfar (originalment, l'arma tenia una cadència de 6000 bales per minut però va ser reduïda posteriorment a 4000). La Minigun anava muntada en contenidors laterals a bord dels helicòpters OH-6 Cayuse i OH-58 Kiowa, a la torreta i suports alars dels helicòpters d'atac Cobra, a la porta, sobre un pilar i en contenidors a bord dels helicòpters de transport UH-1 "Huey" i en diversos altres avions i helicòpters.
Diversos avions de grans dimensions van ser armats amb miniguns, específicament per a suport aeri proper, com ara els famosos avions artillers Douglas AC-47 "Spooky" (C-47 Skytrains convertits), Farichild AC-119 "Shadow" i "Stinger" (C-119 Flying Boxcar convertits) i el Lockheed AC-130 "Spectre" (avions de càrrega C-130 Hercules convertits), l'H-53 (MH-53 Pave Low) i la coneguda sèrie d'helicòpters Sikorsky H-60 (UH-60 Black Hawk/HH-60 Pave Hawk).

## Disseny i variants

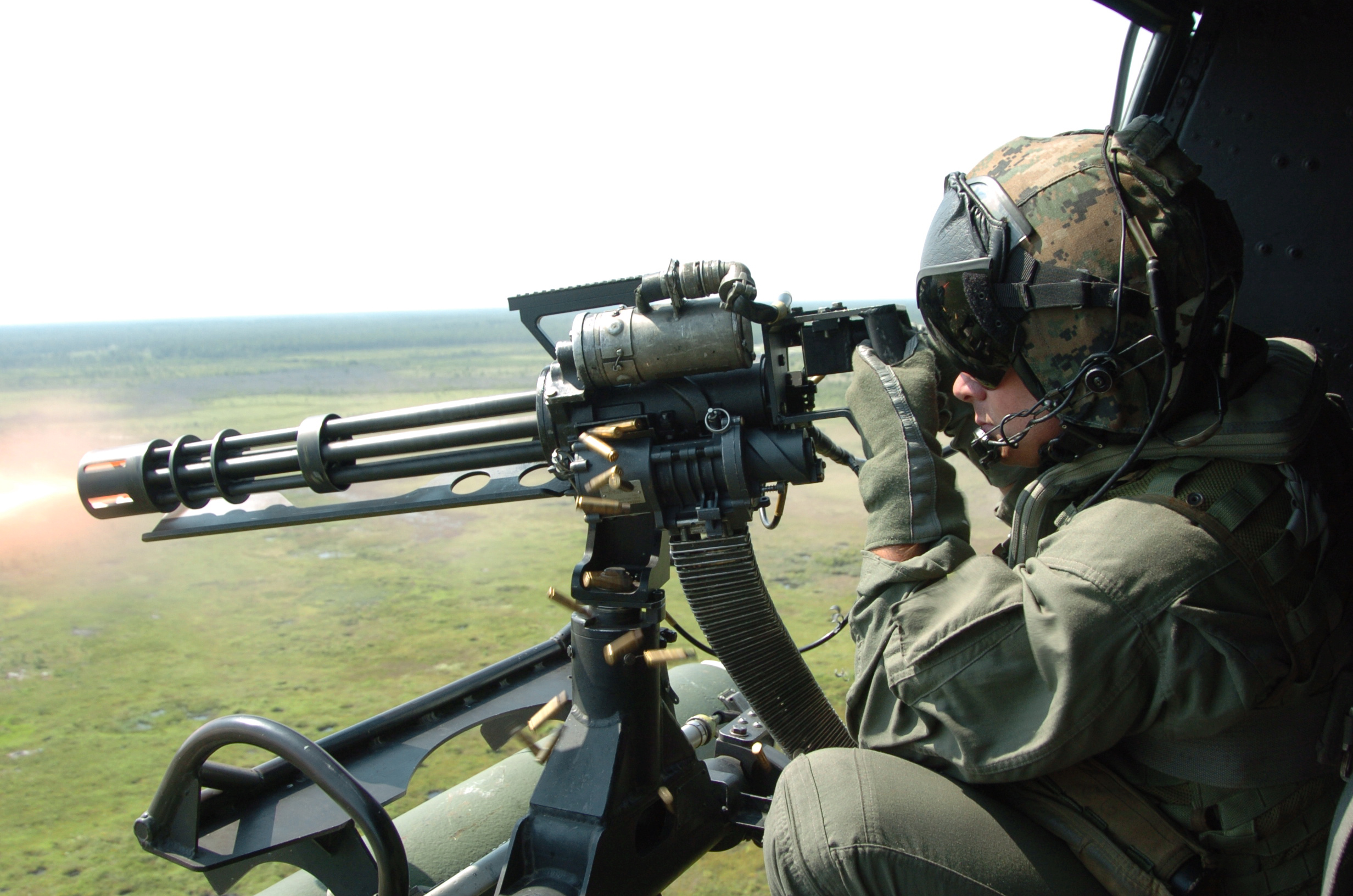
GAU-17 en un helicòpter UH-1N del Cos de Marines dels Estats Units

L'arma bàsica és una metralladora rotativa de 6 canons, refrigerada per aire i accionada elèctricament. El motor elèctric fa girar dins l'arma la recambra dels canons i el sistema de disparo. El disseny multi-canó de la Minigun ajuda a evitar el sobreescalfament, però també serveix per altres funcions.
Els canons múltiples tenen més capacitat per suportar una alta cadència de tir, ja que el procés de tret/extracció/recàrrega té lloc en tots els canons simultàniament. Mentre que un canó dispara, dos es troben en diferents etapes d'extracció del casquet i altres tres són recarregats. La Minigun està composta per diversos canons de fusell que disparen a forrellat tancat, situats en un calaix de mecanismes circular. Els canons són girats mitjançant una font d'energia externa, usualment elèctrica, pneumàtica o hidràulica. Altres armes amb la mateixa configuració són impulsades per la pressió dels gasos dels trets o el retrocés de les bales disparades. Una variant accionada pels gasos dels trets, anomenada XM133, també va ser desenvolupada però no va entrar en producció.
Encara que l'arma és alimentada amb cintes de cartutxos, necessita un mecanisme alimentador que desintegri la cinta mentre els cartutxos són introduïts en les recambres. El mecanisme original era anomenat MAU-56/A, però ha estat reemplaçat pel millorat MAU-201/A.
La Minigun de la General Electric es troba en servei en totes les forces armades nord-americanes, sota diverses denominacions.
La versió bàsica fixa de l'arma va ser denominada M134 per l'Exèrcit Nord-americà, mentre que la mateixa arma va ser denominada GAU-2/A per la Força Aèria Nord-americana. L'arma de la USAF té tres subvariants, mentre que l'arma de l'Exèrcit sembla que ha estat millorada encara que sense canvis en la seva denominació. Les fonts disponibles mostren una relació tant entre la M134 i la GAU-2/A, com la M134 i la GAU-2B/A.
Una variant a part, anomenada XM196, amb un engranatge d'ejecció extra va ser desenvolupada específicament per al subsistema d'Armes XM53 l'helicòpter AH-56 Cheyenne.
Una altra variant va ser desenvolupada per la Força Aèria Nord-americana especialment per a muntatges flexibles, llavors principalment per l'helicòpter UH-1N, anomenada GAU-17/A. Els principals usuaris de la GAU-17/A van ser la Marina Nord-americana i els Marines, que l'empren com armament defensiu en diversos helicòpters i embarcacions de superfície. L'arma és part tant del sistema d'armes A/A49E-11 l'helicòpter UH-1N i el subsistema d'armes A/A49E-13 l'helicòpter HH-60h. Les armes d'aquests sistemes presenten una cadència de foc variable, entre 2000 o 4000 bales per minut. Es parla d'un possible denominació GAUS-17 (GAU-Shipboard Equipement-17), quan el sistema és muntat en embarcacions de superfície, encara que això no segueix el sistema oficial per denominacions ASETDS.
Altres fabricants nord-americans també produeixen miniguns amb diverses millores pròpies, com ara Dillon Aerospace (la "M134D") i Garwood Industries (la "M134G").
| Denominació US Army | Denominació US Air Force | Denominació US Navy | Descripció |
| ------------------- | ------------------------ | ------------------- | --- |
| XM134/M134          | GAU-2/A                  | N/D                 | Metralladora de sis canons GE "Minigun" 7,62 x 51 mm OTAN. |
| N/D                 | GAU-2A/A                 | N/D                 | Variant GAU-2/A; diferències desconegudes. |
| M134                | GAU-2B/A                 | Mk 25 Mod 0         | Variant GAU-2A/A; diferències desconegudes. |
| N/D                 | GAU-17/A                 | N/D                 | Variant GAU-2B/A; millorada per a ús en muntatges flexibles, empra un mecanisme alimentador-desintegrador MAU-201/A o MAU-56/A.                                                  |
| XM196               | N/D                      | N/D                 | Variant M134/GAU-2B/A; calaix de mecanismes modificat per l'addició d'un engranatge d'ejecció extra, emprat en el subsistema d'armes XM53 a bord de l'helicòpter AH-56 Cheyenne. |

### Contenidors i altres muntatges aeris
Un del primers llocs de treball de l'arma va ser en contenidors d'armament per a aeronaus. Aquests contenidors van ser usats per a una àmplia varietat d'avions i helicòpters durant la guerra del Vietnam, i en l'inventari de la Força Aèria per cert temps després del conflicte. El contenidor estàndard, anomenat SUU-11/A per la USAF i M18 per l'US Army, era una unitat relativament simple, dotada amb un tambor de 1500 cartutxos solts connectat directament a la metralladora. Això implicava que la Minigun instal·lada al contenidor no necessitava el mecanisme alimentador-desintegrador MAU-56/A. Hi ha un bon nombre de variants d'aquest contenidor.
Inicialment, l'armament lateral d'avions artillers com l'AC-47 i l'AC-119 eren contenidors SUU-11/A, moltes vegades amb les seves cobertes aerodinàmiques frontals retirades i muntats sobre un suport fabricat a la mateixa base aèria. Aquests contenidors no havien estat modificats, no necessitaven energia externa i estaven connectats als disparadors de l'avió. La necessitat d'aquests contenidors per a altres missions va conduir al desenvolupament i ocupació d'un "mòdul Minigun" construït especialment per a l'ús a bord d'avions artillers, denominat MXU-470/A. Les primeres unitats van arribar el gener de 1967, figurant entre les seves característiques un tambor de 2000 cartutxos i un alimentador elèctric que simplificava la recàrrega en vol. Aquestes unitats eren poc fiables i van ser retirades gairebé immediatament. Però a finals de l'any, els problemes havien estat resolts i les unitats van tornar a ser instal·lats en els AC-47, AC-119, AC-130, i fins i tot sent propostes per instal·lar a bord d'avions lleugers, com l'O-2 Skymaster. També es va provar la instal·lació de dues MXU-470/A en l'AU-23A Peacemaker, encara que la Reial Força Aèria Tailandesa (que més tard va rebre aquests avions) va optar per usar una configuració que emprava el canó automàtic de 20 mm M197.
| Denominació US Army | Denominació US Air Force | Descripció |
| ------------------- | ------------------------ | --- |
| XM18                | SUU-11/A                 | Contenidor equipat amb la metralladora GAU-2/A/M134 calibre 7,62 x 51 mm i cadència de foc fixada en 4.000 bales per minut.                |
| XM18E1/M18          | SUU-11A/A                | Variant SUU-11/A/XM18; diverses millores, incloent energia auxiliar addicional i cadència de foc variable (2,000 o 4,000 bales per minut). |
| M18E1/A1            | SUU-11B/A                | Variant SUU-11A/A/M18; cadència de foc variable modificada (3000 o 6000 bales per minut).                                                  |
| N/A                 | MXU-470/A                | Mòdul Emerson Electric per muntar una Minigun GAU-2B/A; empleat a bord dels avions AC-47, AC-119G/K i AC-130A/E/H.                         |

Diversos models de la Minigun també van ser emprats en diversos subsistemes d'armes per a helicòpters, la majoria d'aquests sent creats en els Estats Units. Els primers sistemes usaven l'arma per obrir foc frontalment en diversos models d'helicòpters, i els exemples més destacats el subsistema d'armes M21 per al UH-1 Iroquois i el M27 per l'OH-6 Cayuse. També va ser el principal armament de la torreta de diversos models de l'AH-1 Cobra. L'arma també va ser emprada sobre un pedestal a la porta d'una gran varietat d'helicòpters de transport, un rol en el qual encara serveix actualment.

### Aplicacions terrestres
Tot i que la Minigun és principalment associada amb avions i helicòpters, ocasionalment ha estat muntada en vehicles. Des de la seva creació, els militars nord-americà han buscat formes d'usar l'arma en vehicles i com metralladora pesada, creant armes com la XM214 (calibre 5,56 x 45 OTAN). Un fullet d'inicis dels 60 que promocionava la tanqueta Cadillac Gage V100 (o XM706 com va ser anomenada per l'Exèrcit nord-americà), parla sobre "Poder de foc per a l'Exèrcit d'avui" mostrant el vehicle amb la "XM-134/GAU- 2B/A Minigun ". La cadència de foc és promocionada com a variable de "500-6000 bales per minut".
| Denominació US Navy | Descripció |
| ------------------- | --- |
| Mk 77 Mod 0         | Muntatge de metralladora per a la sèrie de metralladores GAU-2/Mk 25 Mod 0/GAU-17, emprat en la coberta de navilis |

## La Minigun en la cultura popular
La Minigun té un lloc gairebé icònic en la cultura popular. Principalment a causa de la seva aparició com a arma personal a les pel·lícules Depredador (1987) i Terminator 2: Dia del Judici (1991), la Minigun ha estat esmentada en múltiples gèneres cobrint gairebé tota la gamma de mitjans de comunicació, des de llibres i pel·lícules, anime i historietes fins videojocs com: Halo 3, Grand Theft Auto: Vice City, Grand Theft Auto Advance, Grand Theft Auto: San Andreas, Grand Theft Auto: Liberty City Stories, Serious Sam, Grand Theft Auto: Vice City Stories, Grand Theft Auto: Chinatown Wars (en aquesta última es diu metralladora), Return to Castle Wolfenstein (una variant anomenada metralladora Venom) i Call of Duty: Black Ops (anomenada Death Machine).
La notorietat de la Minigun en pel·lícules com Matrix (1999) va promoure la seva posició icònica, igual que la fascinació per l'arma entre els fanàtics d'aquesta pel·lícula. Però en realitat és poc pràctic emprar la Minigun com a arma personal i cap Força Armada ho fa realment per diverses raons (retrocés, pes, etc.), encara que aquesta capacitat ha estat descrita en una àmplia varietat de mitjans de comunicació.